# Towal
Towal az Amerikai Egyesült Államok északnyugati részén, Washington állam Klickitat megyéjében, a White Salmon folyó mentén elhelyezkedő önkormányzat nélküli település.
A település névadója Towal törzsfőnök.

## Fordítás
Ez a szócikk részben vagy egészben  a   Towal, Washington című angol Wikipédia-szócikk ezen változatának fordításán alapul.  Az eredeti cikk szerkesztőit annak laptörténete sorolja fel. Ez a jelzés csupán a megfogalmazás eredetét és a szerzői jogokat jelzi, nem szolgál a cikkben szereplő információk forrásmegjelöléseként.